# Козельщинский район
Козе́льщинский либо Козельща́нский райо́н (укр. Козельщинський район) — упразднённая административная единица на юге Полтавской области Украины. Административный центр — посёлок городского типа Козельщина.

## География
Козельщинский район находится в южной части области — в зоне лесостепи на левобережной террасе Приднепровской низменности. Северо-западная часть района расчленена долинами рек Псёл и Говтва.
Протяженность района с севера на юг — 46 км, с запада на восток — 35 км. Общая площадь района — 0,9 тыс. кв. км. (92,7 тыс. га).
На севере район граничит с Решетиловским, на юге и востоке — Кобелякским, на западе — Кременчугский район Полтавской области.
Почвы преимущественно чернозёмные.
Леса (дуб, ясень, вяз, клен, осина, сосна) занимают 2 тыс. га. В районе — Буртовский, Княжеский, Попенковский заказники (все местного значения).
Полезные ископаемые — железная руда, песок, глина.
Территорией района проходит ж/д линия Полтава—Кременчуг и автодорога Полтава—Кропивницкий (через Александрию).
Районный центр — поселок городского типа Козельщина — расположен в 80 км от областного центра, население составляет 4 190 человек.
Через район протекают реки Псёл, Голтва, Рудька, Кобелячек, Волчья.

## История
Район образован 7 марта 1923 под названием Бригадировский район. 26 апреля 1933 переименован в Козельщинский район, входивший в состав Харьковской области. 22 сентября 1937 с образованием Полтавской области отнесён к последней. 30 декабря 1962 район расформирован, а его территория включена в Кременчугского и частично к Кобелякского районов.
8 декабря 1966 Козельщинский район образован вновь.
На территории района есть остатки более 60 курганов, памятники эпохи неолита, бронзы, сарматского времени. 75 памятников истории и культуры, памятники архитектуры и строительства конца XIX века — храм Рождества Богородицы Козельщинского женского монастыря.
17 июля 2020 года в результате административно-территориальной реформы район вошёл в состав Кременчугского района.

## Демография
Население района составляет 18 694 человека (2019),
в том числе городское — 5 823 человека,
сельское — 12 871 человека.

## Административное устройство
Район включает в себя:
| - Поселковых советов: 2 - Сельских советов: 16 | - Посёлков городского типа: 2 - Сёл: 78 |

### Местные советы[6]
| - Козельщинский поселковый совет - Новогалещинский поселковый совет - Бреусовский сельский совет - Василевский сельский совет - Высоковакуловский сельский совет - Говтвянский сельский совет - Михайликовский сельский совет - Лутовиновский сельский совет - Мануйловский сельский совет | - Оленовский сельский совет - Пашковский сельский совет - Песковский сельский совет - Пригаровский сельский совет - Прилипский сельский совет - Рыбалковский сельский совет - Солоницкий сельский совет - Хоришковский сельский совет - Мальцевский сельский совет |

### Населённые пункты[7]
| с. Александровка с. Александровка Вторая с. Андрейки с. Анновка с. Бреусовка с. Бригадировка с. Булахи с. Буняковка с. Бутенки с. Бутояровка с. Василевка с. Великая Безугловка с. Верхняя Жужмановка с. Верхняя Мануйловка с. Винники с. Вишняки с. Вольное с. Высокая Вакуловка с. Вязовка с. Гаевое | с. Глубокая Долина с. Голтва с. Горбани с. Дзюбановка с. Долгое с. Дьяченки с. Загребелье с. Задолга с. Йосиповка с. Калашники с. Калиновка с. Кащевка с. Квиты с. Киселёвка с. Кнышовка пгт Козельщина с. Костовка с. Красноселье с. Лозки с. Лутовиновка | с. Майорщина с. Мальцы с. Марьяновка с. Миргородщина с. Михайлики с. Нижняя Жужмановка с. Нижняя Мануйловка пгт Новая Галещина с. Новая Украина с. Новосёловка с. Оленовка с. Ольговка с. Омельничье с. Павлики с. Павловка с. Панасовка с. Пашеновка с. Пашковка с. Пески с. Плавни | с. Подгоровка с. Пригаровка с. Прилипка с. Рыбалки с. Солоница с. Сухой Кобелячек с. Сушки с. Трудовик с. Улиновка с. Харченки с. Хмарино с. Хоришки с. Цыбовка с. Черноглазовка с. Чечужино с. Шевченки с. Юрки с. Юровка с. Юрочки |

#### Ликвидированные населённые пункты[8]
| с. Зоряное | с. Осначи | с. Шепелевка |

## Экономика
Основное направление сельского хозяйства — зерново-свекловичное. Площадь пашни — 62631,7 га, сенокосов — 7002,3 га, пастбищ — 8547,9 га.
В районе работает 10 частных сельскохозяйственных предприятий и 119 фермерских хозяйств.
На территории района работает 6 промышленных предприятий: ОАО «Галещина машзавод», Новогалещинская биофабрика, завод строительных материалов, завод керамзитового гравия, ЗАО «Гадячсыр».
В районе 22 школы, из них Козельщинский учебно-воспитательный комплекс-школа нового типа. Работает 4 дошкольных учреждения Министерства образования: Дом детского и юношеского творчества, межшкольный учебно-производственный комбинат, детская музыкальная школа, оздоровительный комплекс «Старт» в с. Говтва; 20 библиотек, государственный литературно-мемориальный музей А. Н. Горького в с. Мануйловка, 2 громадських музее, 19 клубных учреждений.
В районе функционирует центральная районная больница, 1 участковая и 1 горбольница, 6 амбулаторий общей практики семейной медицины, 30 фельдшерско-акушерских пунктов, 9 аптек, санитарно-эпидемиологическая станция, управление государственной ветеринарной медицины.

## Известные уроженцы
- Безуглый, Игнатий Фёдорович (1905—1990) — советский военный деятель, Генерал-майор (1955 год).